# Tortula breviseta
Tortula breviseta är en bladmossart som beskrevs av Montagne 1845. Tortula breviseta ingår i släktet tussmossor, och familjen Pottiaceae. Inga underarter finns listade i Catalogue of Life.